# 巴拉望岛猪笼草
巴拉望岛猪笼草（学名：Nepenthes palawanensis）是菲律宾巴拉望岛苏丹山（Sultan Peak）特有的热带食虫植物，其生长于海拔1100至1236米的地区。其种加词“palawanensis”意为“菲律宾巴拉望岛的”。2010年2月，由Jehson Cervancia和斯图尔特·麦克弗森发现了巴拉望猪笼草。
该物种表现出与生长在维多利亚山附近的爱登堡猪笼草（N. attenboroughii）之间存在着密切的近缘关系。巴拉望島猪笼草的捕虫笼比爱登堡猪笼草更大，有时高度可超过35厘米，容积可达1.5至2升。其他与爱登堡猪笼草的区别在于巴拉望岛猪笼草的捕虫笼具橙色至红色的毛被。
斯图尔特·麦克弗森发现爱登堡猪笼草，使维多利亚山获得了地方的保护；而对于发现巴拉望岛猪笼草，他希望也能在苏丹山实现类似的保护。现该地区已得到保护。
已发现了巴拉望岛猪笼草与菲律宾猪笼草（N. philippinensis）的自然杂交种。

## 扩展阅读
- The decade's top ten new species （页面存档备份，存于）. BBC Earth News, December 12, 2010.
- Decade of Discovery （页面存档备份，存于）. BBC iPlayer. [N. palawanensis segment runs from approximately 35:07 to 36:43]
- 食虫植物照片搜寻引擎中 巴拉望岛猪笼草的照片 （页面存档备份，存于）

 维基共享资源上的相關多媒體資源：巴拉望岛猪笼草